# مسمومیت غذایی با صدف
مسمومیت غذایی با صدف (انگلیسی: Shellfish poisoning) به ۴ گروهِ متفاوت از مسمومیت‌ها گفته می‌شود که علائمی کمابیش مشابه دارند و با مصرفِ غذاییِ دوکفه‌ای‌ها (همچون صدف سیاه، صدف دوکفه‌ای، صدف چروک و اسکالوپ) مرتبط هستند. این صدف‌ها ذراتِ معلقِ ریز در آب‌ها را می‌بلعند و بدین ترتیب، سموم موجود در ریزموجودات و جلبک‌های معلقی همچون سیانوباکترها، داینوفلاژل‌ها و دیاتومها به تدریج در آنها تجمع می‌یابد.

## انواع اصلی
- مسمومیت فراموشی‌آور با صدف (ASP)
- مسمومیت اسهال‌آور با صدف (DSP)
- مسمومیت عصبی با صدف (NSP)
- مسمومیت فلج‌کننده صدف (PSP)